# Stefan Gajewski
Stefan Gajewski (ur. 25 grudnia 1917) – polski „Sprawiedliwy wśród Narodów Świata”.

## Życiorys
W trakcie II wojny światowej Stefan Majewski, mieszkaniec Warszawy, pomagał Żydom. Odwiedzał Celinę Lipczyńską, jedną z czterech sióstr, które przebywały po aryjskiej stronie miasta, nie chcąc trafić do getta. Pomógł jej i reszcie: siostrom o imionach Basia, Irena oraz Rosa. Gdy życie w małym mieszkaniu stało się nie do zniesienia, Gajewski, narażając się na duże ryzyko osobiste, przeniósł Irenę i jej matkę do Kazimierza Dolnego w dystrykcie lubelskim. Pomagał także żydowskim uchodźcom, kupując im żywność za swoje skromne zarobki robotnika i pomagał w uporządkowaniu ich spraw. W 1943 r. Gajewski poślubił Basię i nadal opiekował się jej rodziną. Kiedy w czasie Powstania Warszawskiego w 1944 r. w dom Lipczyńskich spadły bomby, Gajewski błąkał się z nimi wśród ruin Warszawy, nie odstępując od nich, nawet gdy cała ludność miasta została wywieziona do Pruszkowa. Gajewski trafił do obozu koncentracyjnego, a po wyzwoleniu w styczniu 1945 r. wyemigrował wraz z żoną Basią do Stanów Zjednoczonych.
18 listopada 1992 r. Instytut Jad Waszem uhonorował Stefana Gajewskiego medalem „Sprawiedliwy wśród Narodów Świata”.